# Kilomberocistikola
Kilomberocistikola (Cisticola bakerorum) är en nyligen beskriven fågelart i familjen cistikolor inom ordningen tättingar. D

## Utbredning och systematik
Fågeln förekommer enbart i centrala Tanzania, på Kilombero-slätten. Den beskrevs som ny art 2021.

## Status
IUCN kategoriserar den som sårbar.